# Clyde (North Dakota)
 Der er for få eller ingen kildehenvisninger i denne artikel, hvilket er et problem. Du kan hjælpe ved at angive troværdige kilder til de påstande, som fremføres i artiklen.

 For alternative betydninger, se Clyde (flertydig). (Se også artikler, som begynder med Clyde)
Clyde er et kommunefrit område i Cavalier County, North Dakota, USA. Clyde var grundtlagt i 1905, og havde 6 beboere i 2002.
48°48′N 98°54′V / 48.8°N 98.9°V